# День пам'яті полеглих захисників України (монета)
«День па́м'яті поле́глих захисникі́в Украї́ни» — пам'ятна монета номіналом 10 гривень, випущена Національним банком України. Присвячена увічненню героїзму і вшануванню пам'яті військовослужбовців та учасників добровольчих формувань, які віддали життя в боротьбі за незалежність, суверенітет і територіальну цілісність України. У новітню історію нашої держави та українського війська вкарбовані подвиги воїнів, які самовіддано обороняли українську землю.
Монету введено в обіг 26 серпня 2020 року. Вона належить до серії Збройні Сили України.

## Опис та характеристики монети
| Номінал грн. | Метал                 | Маса, грам | Діаметр, мм. | Якість виготовлення | Гурт     | Тираж, штук |
| ------------ | --------------------- | ---------- | ------------ | ------------------- | -------- | ----------- |
| 10           | сплав на основі цинку | 12,4       | 30           | анциркулейтед       | рифлений | 1 000 000   |

### Аверс
На аверсі монети розміщено: напис УКРАЇНА (угорі півколом), малий Державний Герб України (під написом), по обидва боки від герба рік карбування — 2020, нижче ліворуч — номінал 10 ГРИВЕНЬ" у центрі зображено алегоричну композицію — поле соняшників, що здавна вважаються одним із символів української землі, уособлюють собою тепло, радість, життя; саме соняшники стали своєрідними оберегами та зберегли життя багатьом нашим воїнам під час запеклих боїв на сході України; праворуч на полі, як поранений воїн, — великий соняшник із перебитим стеблом. Логотип Банкнотно-монетного двору Національного банку України розміщено внизу.

### Реверс
На реверсі монети зображено велику квітку соняшника, що символізує Україну: унизу пелюстка-сльоза з тамгою — Крим, праворуч дві зігнуті пелюстки — Донецька і Луганська області; написи: 29.08. (праворуч); по колу: ДЕНЬ ПАМ'ЯТІ (угорі), ПОЛЕГЛИХ ЗАХИСНИКІВ УКРАЇНИ (унизу).

## Автори

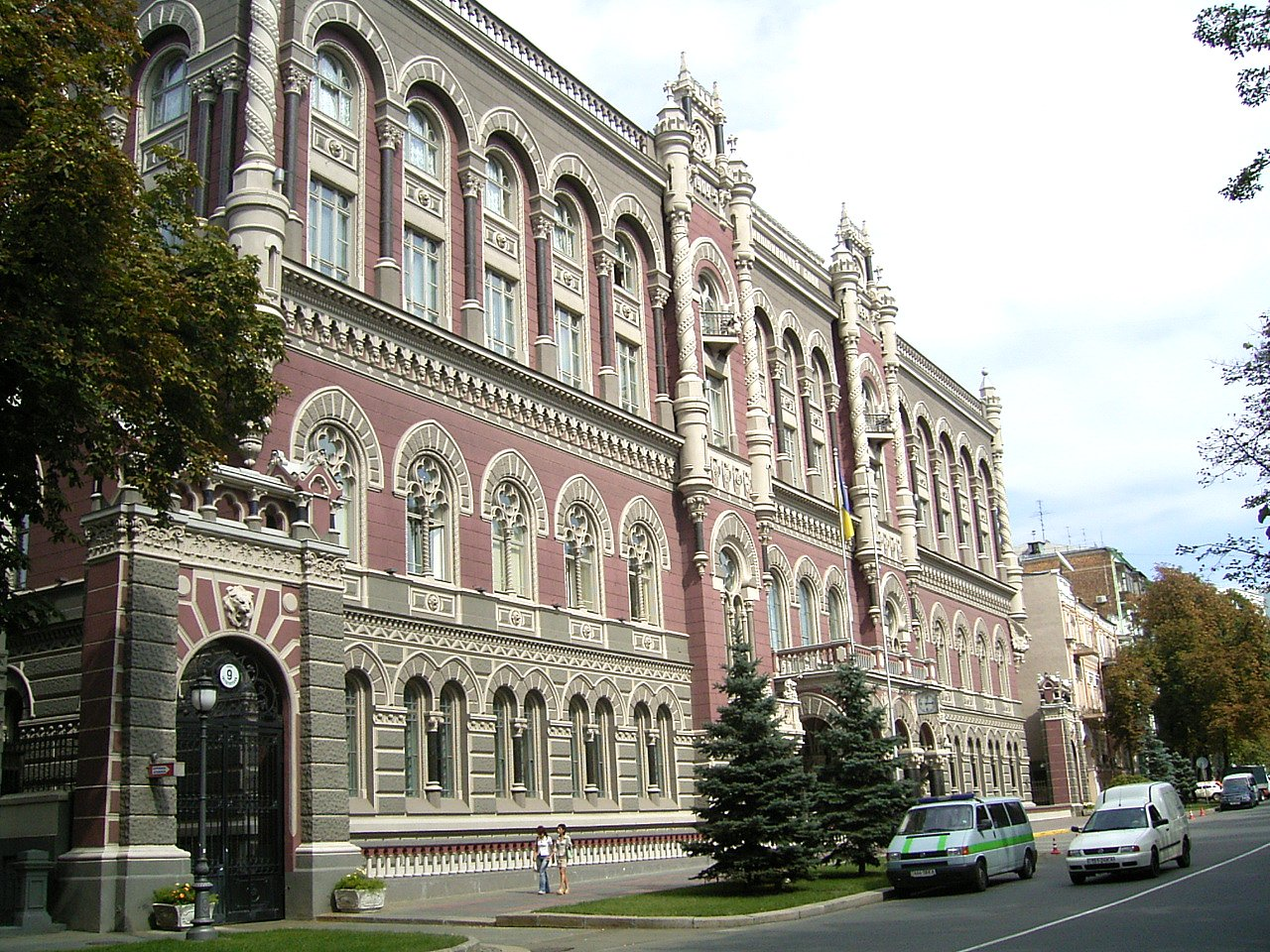
Будівля Національного банку України

- Художники: Андрій Кулік, Марія Осіпчук, автор ідеї — Вероніка Сокол.
- Скульптори: Володимир Атаманчук, Святослав Іваненко.

## Вартість монети
Під час введення монети в обіг 2020 року, Національний банк України розповсюджував монету за номінальною вартістю — 10 гривень.
Фактична приблизна вартість монети, з роками змінювалася так:
| Рік       | 2021 | 2022 | 2023 | 2024 | 2025 |
| --------- | ---- | ---- | ---- | ---- | ---- |
| Ціна, грн | 14   | 15   | 20   | 30   | 60   |

Всім, безперешкодно до 31 жовтня 2021 року на офіційних сторінках Інтернет-магазину нумізматичної продукції Національного банку України можна було придбати монету за її номінальною вартістю 10 гривень.